# George Best
George Best (Belfast, 22 mei 1946 – Londen, 25 november 2005) was een Noord-Iers profvoetballer die vooral naam maakte bij de Engelse club Manchester United. Hij wordt gerekend tot de beste voetballers aller tijden. Tijdens zijn voetbalcarrière werd Best echter ook berucht vanwege zijn levensstijl, met veel drank, vrouwen en sportauto’s.

## Carrière
George Best werd geboren in een protestantse familie in Belfast. In zijn jeugd speelde Best voor zijn buurtteam Cregagh Boys' Club. Hij werd - na eerder door de lokale club Glentoran te zijn afgewezen wegens "te klein en te licht" - op 15-jarige leeftijd ontdekt door een scout van United, die een telegram stuurde naar Matt Busby met de woorden: "I think I've found a genius" (="Ik denk een genie gevonden te hebben"). In het seizoen 1963/1964 kwam hij voor het eerst uit voor Manchester United. In zijn eerste seizoen daar maakte de aanvaller vier doelpunten in zeventien wedstrijden en vanaf het seizoen daarop was Best een onmisbare waarde voor de club. Met United werd Best onder andere tweemaal kampioen van Engeland en won hij in 1968 de Europacup I. In de finale tegen Benfica scoorde hij eenmaal. Tussen 1964 en 1972 speelde Best driehonderddertien wedstrijden en scoorde hij honderdachtentwintig keer.
In zijn periode bij United raakte hij verslaafd aan alcohol. Zijn spel ging achteruit en hij bleef weg bij trainingen en wedstrijden. In de laatste twee seizoenen bij United kwam hij dan ook minder vaak in actie: in 1972/1973 negentien keer (vier doelpunten) en in 1973/1974 twaalf keer (twee doelpunten). In 1974 werd hij daarom bij United ontslagen, waarna hij overstapte naar Jewish Guild in Johannesburg, Zuid-Afrika voor vijf wedstrijden in een jaar. Best vervolgde zijn carrière bij Stockport County, maar ging daar na drie wedstrijden en twee doelpunten weg om naar Cork Celtic te verkassen. Ook daar was zijn aanwezigheid niet van lange duur, want in het seizoen 1976/1977 speelde hij al bij Fulham, waar hij tweeënveertig maal in actie kwam en acht keer scoorde.
Net als veel andere voetballers in die tijd vertrok Best vervolgens naar de Verenigde Staten. Daar speelde hij in 1977 en 1978 voor de Los Angeles Aztecs. Halverwege zijn tweede seizoen ruilde hij de Aztecs in voor Fort Lauderdale Strikers, waar hij het jaar erop samen zou gaan spelen met Gerd Müller, de legendarische West-Duitse goalgetter. In 1980 vervolgde Best zijn loopbaan bij de San Jose Earthquakes, waar hij het na een seizoen voor gezien hield. Hier speelde hij samen met Hans Kraay jr..
Best ging voor het Schotse Hibernian spelen, waar hij twee jaar bleef, voor hij in het seizoen 1982/1983 de overstap naar Motherwell maakte. In dat seizoen speelde Best voor drie clubs: Motherwell, Arbroath Victoria en Glentoran. Geen van drieën bleek een club te zijn waar Best lang bleef, want in het seizoen 1983/1984 speelde hij al voor Bournemouth en datzelfde seizoen ook nog voor Nuneaton Borough. Het jaar daarop, in het seizoen 1984/1985, sloot hij zijn carrière af bij Tobermore United.
Naast de talrijke clubs waarvoor Best speelde kwam hij ook uit voor het nationale elftal van Noord-Ierland, waarmee hij zevenendertig interlands speelde en zijn land daarin negen keer een doelpunt bracht.

## Alcoholisme
Eind 1984 kreeg Best drie maanden gevangenisstraf voor rijden onder invloed en het beledigen van een politieagent. Tijdens zijn detentie speelde hij voor het gevangeniselftal.
In 1991 verscheen hij in een televisieprogramma van de BBC, waarin hij duidelijk dronken was en vloekte. Later bood hij hier zijn verontschuldigingen voor aan.
In 2002 onderging hij een levertransplantatie. Een jaar later kreeg hij veel kritiek toen hij - ondanks zijn getransplanteerde lever - in het openbaar alcohol dronk. Op 3 januari 2004 werd hij opnieuw veroordeeld voor rijden onder invloed. Hij kreeg een rijverbod van twintig maanden.
Zelf reageerde hij nogal laconiek op de publiciteit rond zijn levensstijl: "Ik heb een boel geld uitgegeven aan drank, vrouwen en snelle auto's. De rest heb ik verbrast."

## Ziekte
In oktober 2005 - zijn rijverbod was net afgelopen - kreeg Best enkele infecties, onder andere aan zijn nieren. Hij werd opgenomen in een ziekenhuis, waar zijn toestand echter nog verslechterde. Vanaf half november lag hij aan een beademingsmachine. Op 25 november overleed hij en op 3 december werd hij in Belfast begraven.

## Trivia
- Best werd geregeld "de vijfde Beatle" genoemd[2].
- Andere voetballers waren zeer onder de indruk van de voetbalkwaliteiten van George Best. Zo noemde Pelé hem "de beste speler van de wereld."[3]
- Zijn beroemdste uitspraak is: "Ik heb 90% van mijn geld uitgegeven aan drank, vrouwen en snelle auto's. De rest heb ik verbrast."
- Ooit zei hij eens: "In 1969 liet ik vrouwen en alcohol links liggen. Het waren de twintig vervelendste minuten van mijn leven."[4]
- Nadat George Best met Manchester United in 1968 Europees kampioen was geworden in de met 4-1 gewonnen finale tegen Benfica stapte hij teleurgesteld van het veld. Best had gescoord, maar was niet tevreden omdat hij het publiek niet had vermaakt met mooie acties, zoals hij die 's nachts in zijn bed, de avond tevoren bedacht. Hij wordt dronken om de teleurstelling te verwerken.[5]
- Een andere beroemde anekdote speelde zich af in Londen, waar de voetballer met voormalig Miss World Mary Stavin in het casino van Londen zo'n 15.000 pond had gewonnen. Op de hotelkamer bestelde Best bij de roomservice de zoveelste fles champagne. Toen de man de nieuwe Dom Perignon kwam brengen, trof hij Best aan op een bed dat bezaaid was met bankbiljetten en in gezelschap van de poedelnaakte Miss World. Daarop sprak de hotelbediende de illustere woorden: "George, where did it all go wrong?"

## Erelijst
Manchester United
- Football League First Division: 1964/65, 1966/67
- FA Charity Shield: 1965, 1967
- Europacup I: 1967/68

Individueel
- Topscorer Football League First Division: 1967/68
- FWA Footballer of the Year: 1967/68
- Ballon d'Or: 1968
- PFA Team of the Year Second Division: 1977
- Football League 100 Legends: 1998
- Honorary doctorate from Queen's University Belfast: 2001
- Freeman of Castlereagh: 2002
- Inaugural inductee into the English Football Hall of Fame: 2002
- BBC Sports Personality of the Year Lifetime Achievement Award: 2002
- UEFA Jubilee Awards – Northern Ireland's Golden Player: 2003
- UEFA Golden Jubilee Poll: #19e
- FIFA 100: 2004
- Golden Foot: 2005, als voetballegende
- PFA Merit Award: 2006
- PFA England League Team of the Century (1907 to 2007):
  - Team of the Century 1907–1976
  - Overall Team of the Century
- FWA Tribute Award: 2000
- English Football Hall of Fame: 2002
- FIFA Player of the Century:
  - FIFA internet vote: #20
  - FIFA Magazine and Grand Jury vote: #5
- World Soccer The Greatest Players of the 20th century: #8
- Ballon d'Or Dream Team (Brons): 2020